# Silvia Calzón
Silvia Calzón Fernández (Utrera, 3 de junio de 1975) es una médico epidemióloga y política española.

## Biografía
Calzón nació en Utrera, Sevilla, el 3 de junio de 1975. Comenzó sus estudios en el colegio Álvarez Quintero y más tarde prosiguió sus estudios en el instituto Ruiz Gijón. Se licenció en Medicina en la Universidad de Sevilla e hizo el MIR en la especialidad de medicina preventiva y salud pública.
Además, es doctora en Ciencias Económicas y Empresariales por la Universidad de Granada y posee un máster en Salud Pública y Gestión Sanitaria por la Escuela Andaluza de Salud Pública, un máster en Economía de la Salud y el Medicamento por la Universidad Pompeu Fabra y un diploma de Especialización en Género y Salud por la Escuela Andaluza de Salud Pública.

## Carrera profesional
Desde joven se interesó por la medicina y la política, formando parte de las Juventudes Socialistas desde muy joven. En 1999 fue elegida por primera vez como concejal de Utrera, siendo también teniente de alcalde y en 2007 intentó, sin éxito, alzarse con la alcaldía. En 2003, fue elegida secretaria general del PSOE de Utrera. En 2004 fue elegida diputada en el Parlamento de Andalucía en sustitución de José Antonio Viera, cargo que abandonó tras finalizar la legislatura en 2008.
Tras abandonar el Parlamento andaluz, fue nombrada directora general de Justicia Juvenil en la Consejería de Justicia y Administración Pública de la Junta de Andalucía, cargo que ocupó entre septiembre de 2008 y mayo de 2009.

En octubre de 2013 empezó a trabajar como epidemióloga de Atención Primaria en el Distrito sanitario Málaga-Valle del Guadalhorce. Asimismo, ha sido profesora de sección del módulo de Farmacoeconomía en el Máster Universitario en Seguridad de Medicamentos: Farmacovigilancia y Estudios Post-Autorización, de la Universidad de Sevilla desde 2010 a 2014. En 2015 renunció a su acta de concejal en Utrera tras ser nombrada gerente del área sanitaria Sur de Córdoba y dos años después ocupó el mismo cargo en el del Sur de Sevilla.

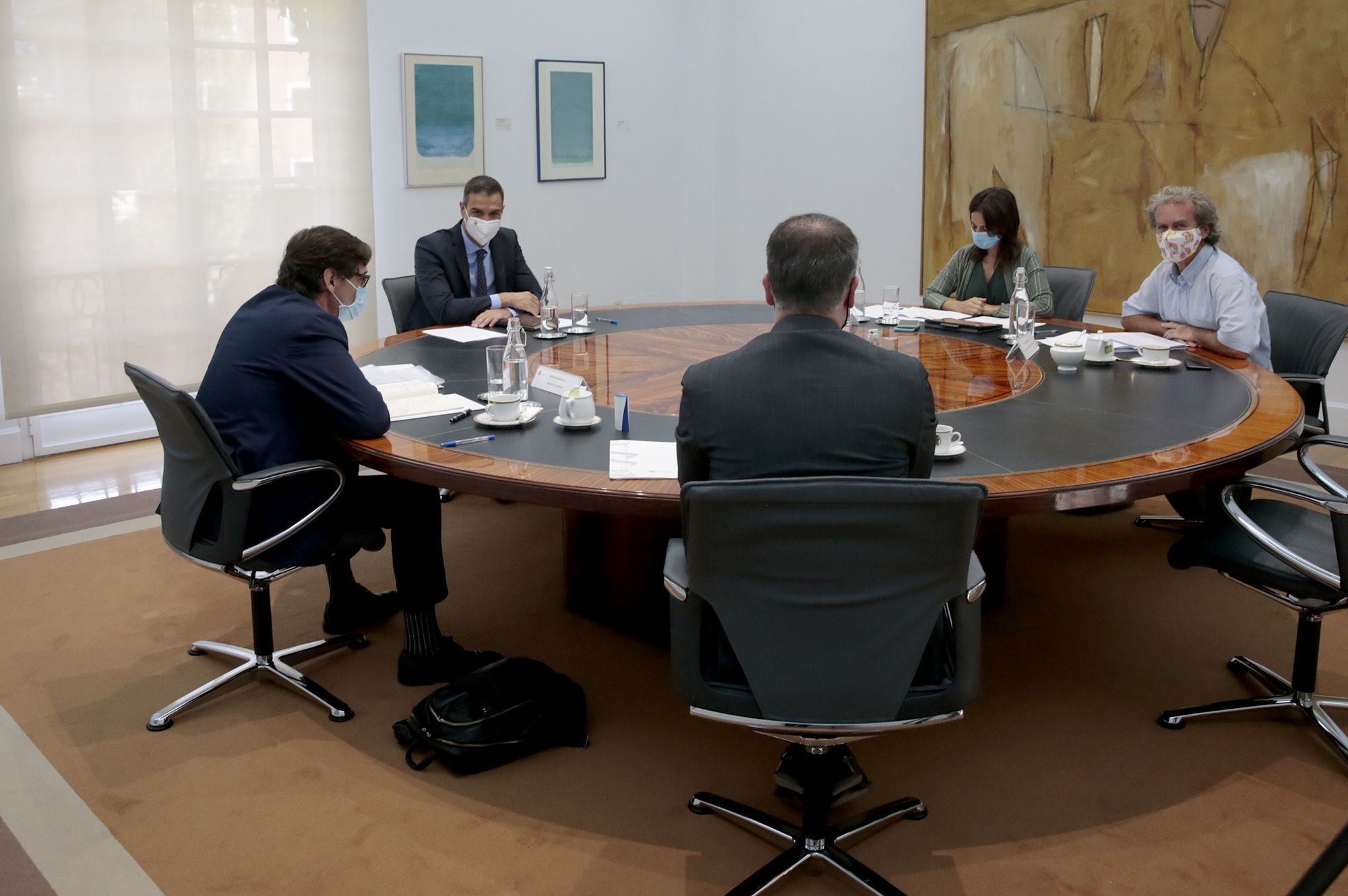
La secretaria de Estado, Silvia Calzón, a la derecha, en su primera reunión del Comité de Seguimiento del Coronavirus el 24 de agosto de 2020.

Desde 2019 ejerció como epidemióloga de Atención Primaria en el Distrito sanitario de Sevilla, cargo que abandonó en agosto de 2020 tras su incorporación al Ministerio de Sanidad.
En agosto de 2020, el ministro de Sanidad, Salvador Illa, recuperó como órgano superior la Secretaría de Estado de Sanidad con el objetivo de reforzar la respuesta sanitaria de España frente a la pandemia de COVID-19. Para la titularidad de este órgano escogió a Silvia Calzón, cuyo nombramiento se hizo oficial el 6 de agosto.
Calzón se mantuvo en el cargo con otros dos ministros —Darias y Miñones—, hasta que la nueva ministra de Sanidad del tercer Gobierno de Pedro Sánchez, Mónica García Gómez, nombró en su lugar a Javier Padilla Bernáldez.
Posteriormente, a finales de enero de 2024 fue nombrada, a propuesta del presidente del CSD, José Manuel Rodríguez Uribes, como directora de la Agencia Estatal Comisión Española para la Lucha Antidopaje en el Deporte (CELAD).
En septiembre de 2024, Calzón se incorporó a la Presidencia del Gobierno tras ser nombrada directora del Departamento de Atención y Respuesta a la Ciudadanía. Dejó el cargo en abril de 2025, tras ser nombrada consejera del Consejo de Seguridad Nuclear.